# (11083) Caracas
(11083) Caracas ist ein Asteroid des inneren Hauptgürtels, der am 15. September 1993 von dem belgischen Astronomen Eric Walter Elst am La-Silla-Observatorium der Europäischen Südsternwarte in Chile (IAU-Code 809) entdeckt wurde. Unbestätigte Sichtungen des Asteroiden hatte es schon am 3. Dezember 1986 am französischen Observatoire de Calern unter der vorläufigen Bezeichnung 1986 XR2 gegeben.
Der Asteroid wurde am 20. März 2000 nach Caracas benannt, der Hauptstadt Venezuelas.